# Championnat du Chili de football 1976
Navigation
Saison précédente Saison suivante
La saison 1976 du Championnat du Chili de football est la quarante-quatrième édition du championnat de première division au Chili. Les dix-huit meilleurs clubs du pays sont regroupés au sein d'une poule unique où elles s'affrontent deux fois, à domicile et à l'extérieur. En fin de saison, les deux derniers du classement sont relégués et remplacés par les deux meilleurs clubs de Segunda Division, la deuxième division chilienne tandis que les 15e et 16e disputent un barrage de promotion-relégation face aux 3e et 4e de D2. 
C'est le CD Everton de Viña del Mar qui remporte le championnat cette saison après avoir battu lors d'un match d'appui le tenant du titre, l'Unión Española, les deux clubs ayant terminé à égalité de points en tête du championnat. C'est le troisième titre de champion du Chili de l'histoire du club.

## Les clubs participants
| - Club Deportivo Huachipato - Colo Colo - CD Universidad Católica - Promu de Segunda Division - CF Universidad de Chile - Unión Española - Santiago Wanderers - CSD Rangers - Club de Deportes Ovalle - Promu de Segunda Division - Club de Deportes Antofagasta | - Green Cross-Temuco - Club de Deportes Lota Schwager - Deportes Naval de Talcahuano - Club de Deportes Aviación - Club Deportes Concepción - Club Deportivo Palestino - CD Santiago Morning - CD Everton de Viña del Mar - Deportes La Serena |

## Compétition
Le barème utilisé pour établir le classement est le suivant :
- Victoire : 2 points
- Match nul : 1 point
- Défaite : 0 point

### Classement
| Rang | Équipe                         | Pts | J  | G  | N  | P  | Bp | Bc | Diff |
| ---- | ------------------------------ | --- | -- | -- | -- | -- | -- | -- | ---- |
| 1    | Unión Española T               | 53  | 34 | 21 | 11 | 2  | 69 | 28 | +41  |
| 2    | CD Everton de Viña del Mar     | 53  | 34 | 22 | 9  | 3  | 77 | 44 | +33  |
| 3    | CF Universidad de Chile        | 45  | 34 | 17 | 11 | 6  | 70 | 41 | +29  |
| 4    | Colo Colo                      | 44  | 34 | 16 | 12 | 6  | 57 | 36 | +21  |
| 5    | Club Deportivo Palestino       | 42  | 34 | 16 | 10 | 8  | 67 | 53 | +14  |
| 6    | Green Cross-Temuco             | 41  | 34 | 16 | 9  | 9  | 57 | 38 | +19  |
| 7    | CD Universidad Católica P      | 38  | 34 | 14 | 10 | 10 | 48 | 39 | +9   |
| 8    | Santiago Wanderers             | 33  | 34 | 11 | 11 | 12 | 53 | 61 | -8   |
| 9    | Club Deportes Concepción       | 31  | 34 | 12 | 7  | 15 | 61 | 59 | +2   |
| 10   | Club de Deportes Ovalle P      | 30  | 34 | 9  | 12 | 13 | 46 | 48 | -2   |
| 11   | Club de Deportes Antofagasta   | 30  | 34 | 12 | 6  | 16 | 51 | 70 | -19  |
| 12   | Club de Deportes Aviación      | 28  | 34 | 9  | 10 | 15 | 49 | 70 | -21  |
| 13   | Club de Deportes Lota Schwager | 27  | 34 | 7  | 13 | 14 | 48 | 62 | -14  |
| 14   | CD Santiago Morning            | 27  | 34 | 10 | 7  | 17 | 41 | 57 | -16  |
| 15   | Club Deportivo Huachipato      | 26  | 34 | 10 | 6  | 18 | 49 | 64 | -15  |
| 16   | CSD Rangers                    | 25  | 34 | 7  | 11 | 16 | 41 | 62 | -21  |
| 17   | Deportes Naval de Talcahuano   | 22  | 34 | 7  | 8  | 19 | 39 | 56 | -17  |
| 18   | Deportes La Serena             | 17  | 34 | 6  | 5  | 23 | 41 | 76 | -35  |

|  | Qualification pour le match pour le titre                                        |
|  | Qualification pour la Liguilla pré-Libertadores                                  |
|  | Participation au barrage de promotion-relégation                                 |
|  | Relégation directe en Segunda Division                                           |
|  | T : Tenant du titre C : Vainqueur de la Copa Chile P : Promu de Segunda Division |

### Match pour le titre
| 25 novembre 1976 | Unión Española | 0 - 0 | CD Everton de Viña del Mar | Estadio Nacional, Santiago du Chili                |
|                  |                |       |                            | Spectateurs : 68 515 Arbitrage : Rafael Hormázabal |

| 27 novembre 1976 | CD Everton de Viña del Mar               | 3 - 1 | Unión Española     | Estadio Nacional, Santiago du Chili            |                                                |
| Finale rejouée   | Ahumada 45e · Salinas 58e · Caballos 90e |       | Miranda 86e (pen.) | Spectateurs : 44 229 Arbitrage : Gaston Castro | Spectateurs : 44 229 Arbitrage : Gaston Castro |

- Everton se qualifie du même coup pour la Copa Libertadores tandis que l'Unión Española doit passer par la Liguilla pré-Libertadores.

### Liguilla pré-Libertadores
- Les clubs classés entre la 3e et la 5e place se retrouvent en Liguilla pré-Libertadores ainsi que l'Unión Española, pedante du match pour le titre.

| Rang | Équipe                   | Pts | J | G | N | P | Bp | Bc | Diff |  | Résultats (▼ dom., ► ext.) | UniC | Pale | UniE | Colo |
| ---- | ------------------------ | --- | - | - | - | - | -- | -- | ---- |  | -------------------------- | ---- | ---- | ---- | ---- |
| 1    | CF Universidad de Chile  | 4   | 3 | 1 | 2 | 0 | 8  | 6  | +2   |  | CF Universidad de Chile    |      | 4-2  | 2-2  |      |
| 2    | Club Deportivo Palestino | 4   | 3 | 2 | 0 | 1 | 8  | 7  | +1   |  | Club Deportivo Palestino   |      |      | 3-2  | 3-1  |
| 3    | Unión Española T         | 3   | 3 | 1 | 1 | 1 | 6  | 5  | +1   |  | Unión Española T           |      |      |      | 2-0  |
| 4    | Colo Colo                | 1   | 3 | 0 | 1 | 2 | 3  | 7  | -4   |  | Colo Colo                  | 2-2  |      |      |      |

|  | Qualification pour le match d'appui |
|  | T : Tenant du titre                 |

#### Match d'appui
| 10 décembre 1976 | CF Universidad de Chile | 2 - 2 | Club Deportivo Palestino | Estadio Nacional, Santiago du Chili             |                                                 |
|                  | Ghiso 6e · Socias 48e   |       | Zamora 18e · Messen 43e  | Spectateurs : 32 713 Arbitrage : Sergio Vasquez | Spectateurs : 32 713 Arbitrage : Sergio Vasquez |

- C'est le CF Universidad de Chile qio obtient la place en Copa Libertadores grâce à une meilleure différence de buts au classement de la Liguilla pré-Libertadores.

### Barrage de promotion-relégation
- Les clubs classés 15e et 16e de Primera Division retrouvent les 3e et 4e de Segunda Division en poule de promotion-relégation. Les deux premiers du classement accèdent ou se maintiennent en première division.

| Rang | Équipe                          | Pts | J | G | N | P | Bp | Bc | Diff |  | Résultats (▼ dom., ► ext.)      | Huac | Auda | Tras | Rang |
| ---- | ------------------------------- | --- | - | - | - | - | -- | -- | ---- |  | ------------------------------- | ---- | ---- | ---- | ---- |
| 1    | Club Deportivo Huachipato       | 4   | 3 | 2 | 0 | 1 | 9  | 4  | +5   |  | Club Deportivo Huachipato       |      |      | 3-1  | 5-0  |
| 2    | Audax Italiano (D2)             | 4   | 3 | 2 | 0 | 1 | 7  | 4  | +3   |  | Audax Italiano (D2)             | 3-1  |      |      | 2-0  |
| 3    | CD Trasandino de Los Andes (D2) | 4   | 3 | 2 | 0 | 1 | 7  | 7  | 0    |  | CD Trasandino de Los Andes (D2) |      | 3-2  |      | 3-2  |
| 4    | CSD Rangers                     | 0   | 3 | 0 | 0 | 3 | 2  | 10 | -8   |  | CSD Rangers                     |      |      |      |      |

|  | Promu en Primera Division      |
|  | Relégation en Segunda Division |

## Bilan de la saison
| Championnat du Chili de football 1976 |                                       |
| Champion                              | CD Everton de Viña del Mar (4e titre) |
| Coupes et trophées                    |                                       |
| Vainqueur de la Coupe du Chili 1976   | Non disputée                          |
| Qualifications continentales          |                                       |
| Copa Libertadores 1977                | CD Everton de Viña del Mar            |
| Copa Libertadores 1977                | CF Universidad de Chile               |
| Promotions et relégations             |                                       |
| Promus en Primera División            | Deportivo Ñublense                    |
| Promus en Primera División            | Club Deportivo O'Higgins              |
| Promus en Primera División            | Audax Italiano                        |
| Relégués en Segunda División          | Deportes Naval de Talcahuano          |
| Relégués en Segunda División          | Deportes La Serena                    |
| Relégués en Segunda División          | CSD Rangers                           |